# Những kẻ bất bại
Những kẻ bất bại (tên gốc tiếng Anh: Den of Thieves) là một bộ phim điện ảnh trộm cướp của Mỹ năm 2018 do Christian Gudegast biên kịch, sản xuất kiêm đạo diễn. Phim có sự tham gia diễn xuất của Gerard Butler, Pablo Schreiber, O'Shea Jackson Jr., 50 Cent, Evan Jones, Dawn Olivieri, Mo McRae và Max Holloway. Nội dung phim kể về một nhóm cảnh sát thuộc Cục Cảnh sát Los Angeles trong cuộc hành trình ngăn chặn một băng đảng đang lên kế hoạch đánh cướp Ngân hàng Dự trữ Liên bang Los Angeles. Phim được công chiếu tại Mỹ vào ngày 19 tháng 1 năm 2018 và tại Việt Nam vào ngày 2 tháng 2 năm 2018, và đã thu về 46,8 triệu USD trên toàn cầu.

## Nội dung
Ở Los Angeles, một nhóm cựu Thủy quân lục chiến dẫn đầu bởi Ray Merrimen thực hiện một vụ cướp xe tải bọc thép của chính phủ. Cảnh sát đến hiện trường tham gia cuộc đấu súng, kết quả là một thành viên băng cướp và bốn cảnh sát bị giết. Băng cướp tẩu thoát cùng với chiếc xe tải trống rỗng. Thám tử Nick O'Brien là người điều tra vụ án này. Đội của Nick bắt cóc Donnie Wilson, người pha rượu có quen biết với Ray, để lấy lời khai. Donnie tiết lộ cách gã gặp Ray và đảm nhận vai trò tài xế của băng cướp. Gã mô tả số tiền lớn bị cướp trong phi vụ đầu tiên của băng cướp nhưng không khai ra kế hoạch trong tương lai của họ. Donnie sau đó được trả tự do.
Ray bày ra kế hoạch cho cả nhóm trộm Ngân hàng Dự trữ Liên bang. Anh cho biết mỗi ngày sẽ có 30 triệu USD không được phép lưu hành và sẽ bị đem đi hủy. Băng cướp phải đột nhập vào ngân hàng trộm 30 triệu USD trước khi số tiền đó bị hủy, vậy là họ sẽ có được số tiền sạch không thể truy dấu. Nhưng để vào được bên trong ngân hàng này, họ phải vượt qua hệ thống an ninh dày đặc và nhiều thủ tục khó nhằn. Đội của Nick theo dõi Donnie, họ thấy gã đi vào và đi ra khỏi Ngân hàng Liên bang trong khi giả dạng người giao đồ ăn Trung Quốc. Ray biết được Donnie đang có liên lạc với phía cảnh sát, tuy nhiên anh nói với Donnie rằng hãy đảm bảo Nick biết ngày băng cướp của họ thực hiện phi vụ. Donnie sau đó tiết lộ ngày hành động với Nick nhưng không khai ra địa điểm.
Vào ngày thực hiện phi vụ, băng cướp tấn công một ngân hàng nhỏ, bắt giữ con tin, yêu cầu tiền chuộc và một máy bay trực thăng. Nick và lực lượng cảnh sát đến bao vây bên ngoài. Băng cướp bắt người quản lý mở kho chứa tiền ra, họ tạo ra vụ nổ lớn làm vỡ tan các cửa sổ khiến mọi người bên ngoài tin rằng họ đã cho nổ cửa kho chứa tiền. Nick xông vào ngân hàng thấy các con tin vẫn còn sống và có một cái lỗ dưới sàn nhà mà băng cướp dùng để bỏ trốn. Nick nhận ra ngân hàng này không phải mục tiêu chính của băng cướp. Băng cướp đến địa điểm khác rồi giả dạng nhân viên an ninh, sử dụng chiếc xe tải bọc thép và số tiền lớn đến Ngân hàng Liên bang để lấy 30 triệu USD. Donnie trốn bên trong thùng tiền được đẩy vào ngân hàng. Máy xung điện từ được kích hoạt để vô hiệu hóa hệ thống an ninh, và Donnie chui ra thu gom số tiền sắp bị đem đi hủy, gã gói chúng trong mấy bao nhỏ rồi ném vào thùng rác. Donnie chạy thoát qua lỗ thông gió đến nhà vệ sinh gần đó, từ đó giả dạng người giao đồ ăn đi ra cửa chính. Băng cướp sau đó chiếm đoạt chiếc xe tải chở rác thu gom đống rác có chứa số tiền. Đội của Nick đang trên đường truy tìm băng cướp thì bắt được Donnie và ép buộc gã khai ra vị trí của đồng bọn.
Đội của Nick và băng cướp của Ray phát hiện ra nhau trong một vụ tắc đường. Cuộc đấu súng dữ dội diễn ra giữa hai phe trong khi Donnie bị còng trong xe của đội cảnh sát. Cả băng cướp đều bị tiêu diệt sau khi họ giết được một cảnh sát và làm hai cảnh sát khác bị thương. Cảnh sát kiểm tra xe của băng cướp thì phát hiện chỉ có đống giấy lộn chứ không có số tiền. Donnie cũng đã bỏ trốn khỏi hiện trường. Nick đến quán rượu nơi Donnie làm việc, nhưng gã đã nghỉ việc. Nhìn vào những bức ảnh của Donnie và nhóm bạn thân của gã trên tường, Nick mới hiểu ra một điều. Donnie chính là chủ mưu thật sự và cũng là người lên kế hoạch cho tất cả phi vụ. Gã đã lợi dụng băng cướp của Ray, sau khi lấy được số tiền, nhóm bạn thân của gã đã lén đánh tráo số tiền với đống giấy lộn. Donnie tiết lộ vị trí của băng cướp để mượn tay đội cảnh sát tiêu diệt họ, rồi gã và nhóm bạn thân tẩu thoát cùng với số tiền. Hiện giờ Donnie và nhóm bạn thân đang sống vui vẻ tại Luân Đôn.

## Diễn viên
- Gerard Butler vai Nick "Big Nick" O'Brien
- Pablo Schreiber vai Ray Merrimen
- O'Shea Jackson Jr. vai Donnie Wilson
- 50 Cent vai Levi Enson Levoux
- Evan Jones vai Bo "Bosco" Ostroman
- Cooper Andrews vai Mack
- Maurice Compte vai Benny "Borracho" Megalob
- Kaiwi Lyman-Mersereau vai Tony "Z" Zapata
- Dawn Olivieri vai Debbie O'Brien
- Lewis Tan vai Nhân viên bảo vệ
- Mo McRae vai Gus Henderson
- Meadow Williams vai Holly
- Brian Van Holt vai Murph Connors
- Max Holloway vai Bas
- Jay Dobyns vai Rolph Wolfgang
- Alix Lapri vai Maloa
- Matthew Cornwell vai Joseph

## Sản xuất
Những kẻ bất bại được lên kế hoạch thực hiện trong gần mười bốn năm, kể từ khi đạo diễn Christian Gudegast và một nhà biên kịch cộng sự có một thỏa thuận với hãng New Line Cinema vào năm 2003. Dự án sau đó cũng được dự định sẽ do Relativity Media phân phối.

## Phát hành

### Doanh thu phòng vé
Tính đến  ngày 7 tháng 2 năm 2018, Những kẻ bất bại đã thu về 37,6 triệu USD tại thị trường Mỹ và Canada, và 9,2 triệu USD tại các thị trường ngoại địa, với tổng doanh thu toàn cầu đạt 46,8 triệu USD, trong khi đó kinh phí thực hiện bộ phim là 30 triệu USD.
Tại thị trường Mỹ và Canada, Những kẻ bất bại được công chiếu ra mắt vào ngày 19 tháng 1 năm 2018 cùng với 12 kỵ binh quả cảm và Forever My Girl, cũng như các phim điện ảnh đã được công chiếu trước đó như Bóng ma sợi chỉ, I, Tonya và Call Me by Your Name, và được dự đoán sẽ thu về 7–10 triệu USD từ 2.432 rạp chiếu trong dịp cuối tuần phim ra mắt. Phim sau đó đã vượt mốc doanh thu ước tính ban đầu với mức doanh thu 15,3 triệu USD và về thứ ba tại bảng xếp hạng doanh thu tuần, xếp sau Jumanji: Trò chơi kỳ ảo và 12 kỵ binh quả cảm.

### Đánh giá chuyên môn
Trên hệ thống tổng hợp kết quả đánh giá Rotten Tomatoes, phim nhận được 40% lượng đồng thuận dựa theo 91 bài đánh giá, với điểm trung bình là 4,9/10. Các chuyên gia của trang web nhất trí rằng "Những kẻ bất bại bày tỏ lòng kính trọng mạnh mẽ tới dòng phim trộm cướp giật gân cổ điển trong quá khứ; nhưng đáng tiếc, nó lại chưa hề đạt tới được những nguồn cảm hứng hiển nhiên ấy." Trên trang Metacritic, phim đạt số điểm 49 trên 100, dựa trên 24 nhận xét, chủ yếu là những đánh giá hỗn tạp. Lượt bình chọn của khán giả trên trang thống kê CinemaScore cho phim điểm "B+" trên thang từ A+ đến F.